# Pechengsky

Localização de Pechengsky no Oblast de Murmansque.

Distrito de Pechengsky (em russo:  Пе́ченгский райо́н; em finlandês:  Petsamo; em norueguês:  Peisen; em lapão setentrional:  Beahcán) é um distrito administrativo (raion), um dos seis do Oblast de Murmansque, na Rússia. Como divisão municipal, é incorporada como Distrito Municipal de Pechengsky. Está localizado no noroeste da oblast na costa do mar de Barents (pela península de Rybachy, que é uma parte do distrito). Tem fronteiras com a Finlândia a sul e sudoeste e com a Noruega a oeste, noroeste e norte . A área do distrito é de 8.662,22 quilômetros quadrados. Seu centro administrativo é a localidade urbana (um assentamento de tipo urbano) de Nikel. População: 38.920 (Censo de 2010); 46.404 (Censo de 2002); 59.495 (Censo de 1989). A população de Nikel representa 32,8% da população total do distrito.

## Divisões territoriais
O distrito é formado de três territórios urbanos (Gorod e Posolok Gorodskogo Tipa) e um rural (selsoviet):

### Gorod (cidade de importância distrital)
- Nikel

### Posolok Gorodskogo Tipa (assentamento urbano)
- Pechenga
- Zapolyarny

### Selsoviet (assentamento rural)
- Korzunovo